# Platerodrilus ruficollis
Platerodrilus ruficollis là một loài bọ cánh cứng trong họ Lycidae. Nó có các phần giống như áo giáp để bảo vệ trước các loài săn mồi và thể cuộn tròn giống như quả banh khi bị các loài săn mồi đe dọa. Loài này có màu nâu đỏ sáng.